# Pino Cerami

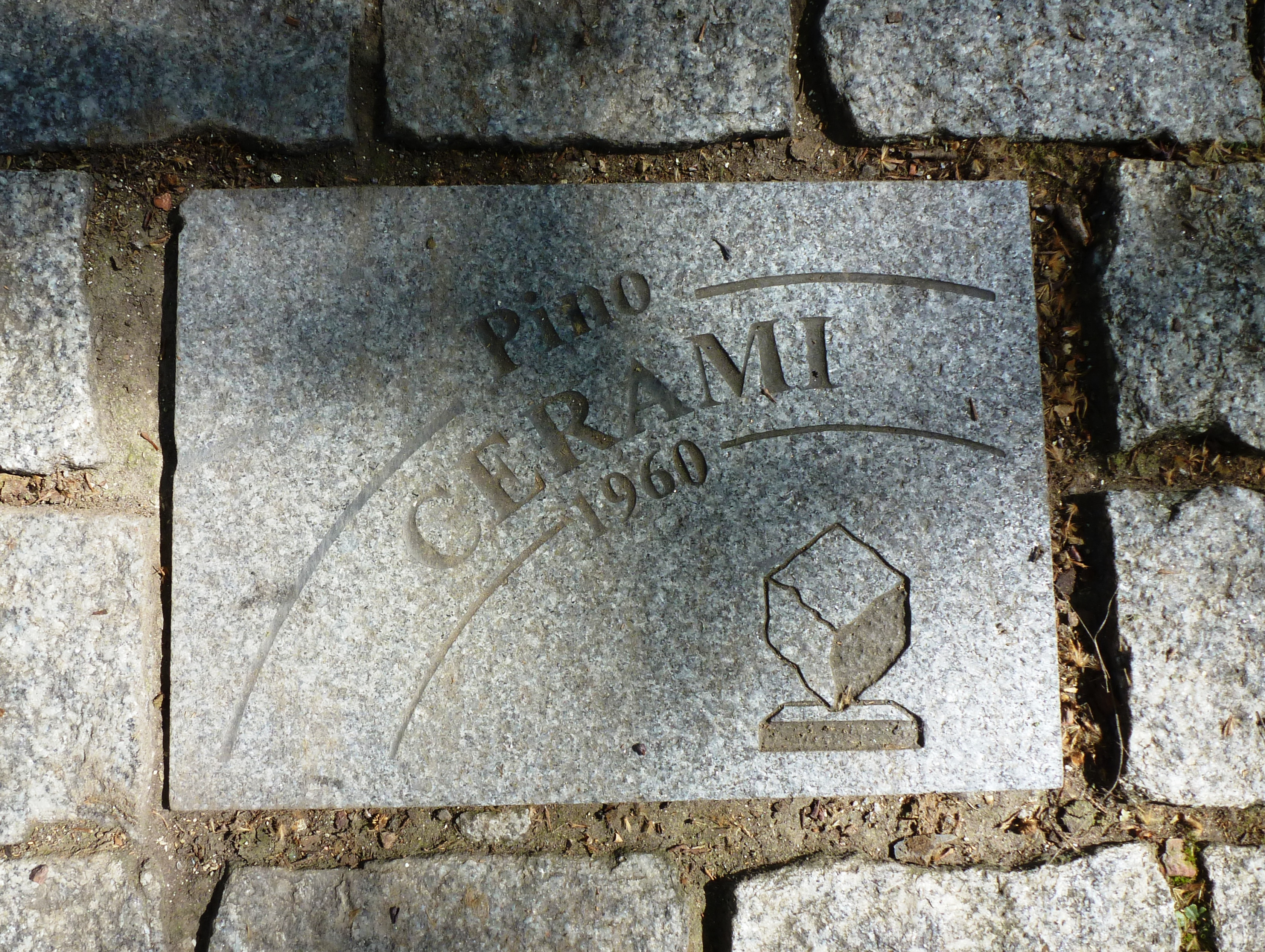

Pino Cerami (Misterbianco, 28 april 1922 – Charleroi, 20 september 2014) was een Italiaans/Belgisch wielrenner. De op Sicilië geboren Cerami werd op 16 maart 1956 tot Belg genaturaliseerd. Hij maakte in 1946 zijn entree in het profpeloton met een persoonlijke sponsor en boekte in totaal 58 overwinningen.
Met zijn overwinning in de 9e etappe van de Ronde van Frankrijk in 1963 is hij nog steeds de oudste etappewinnaar in de geschiedenis van de Tour (41 jaar en 95 dagen). Decennialang was hij daarmee ook de oudste etappewinnaar van eender welke grote ronde geweest maar de overwinning van de Amerikaan Chris Horner in de 3e etappe van de Vuelta in 2013 maakte een einde aan dit record. Horner was op de dag van zijn overwinning 41 jaar en 305 dagen oud. Slechts een week later scherpte Horner dit record nog aan door ook de 10e etappe te winnen. 15 September won hij ook het eindklassement van de Vuelta.
In de jaren 80 reed er enkele jaren een neef van Cerami rond in het profpeloton die eveneens de naam Pino Cerami had. Sinds 1964 vindt jaarlijks de GP Pino Cerami plaats nabij Wasmuel.
In 2014 werd hij benoemd tot Officier van Waalse Verdienste. Iets later in 2014 overleed hij op 92-jarige leeftijd.

## Belangrijkste overwinningen
1951
- 3e etappe Ronde van België
- 5e etappe Ronde van België

1954
- 12e etappe Ronde van Europa
- 13e etappe Ronde van Europa

1957
- 1e etappe Ronde van België
- Eindklassement Ronde van België

1958
- 2e etappe Ronde van Picardië

1959
- 3e etappe Ronde van Luxemburg

1960
- Parijs-Roubaix
- Waalse Pijl

1961
- Parijs-Brussel
- Brabantse Pijl

1963
- 9e etappe Ronde van Frankrijk

## Resultaten in voornaamste wedstrijden
| Jaar | Ronde van Italië | Ronde van Frankrijk | Ronde van Spanje |
| ---- | ---------------- | ------------------- | ---------------- |
| 1948 |                  |                     |                  |
| 1949 | 24e              | opgave              |                  |
| 1950 | opgave           |                     |                  |
| 1951 |                  |                     |                  |
| 1952 |                  |                     |                  |
| 1953 |                  |                     |                  |
| 1954 |                  |                     |                  |
| 1955 |                  |                     |                  |
| 1956 |                  |                     |                  |
| 1957 |                  | 35e                 |                  |
| 1958 |                  | opgave              |                  |
| 1959 |                  |                     |                  |
| 1960 |                  |                     |                  |
| 1961 |                  |                     |                  |
| 1962 |                  | 81e                 |                  |
| 1963 |                  | opgave (1)          |                  |

| Jaar | Milaan-San Remo | Gent-Wevelgem | Ronde van Vlaanderen | Parijs-Roubaix | Luik-Bast.‑Luik | Ronde van Lombardije | Waalse Pijl | Parijs-Brussel |  | WK op de weg |  | Wereldranglijsten |
| ---- | --------------- | ------------- | -------------------- | -------------- | --------------- | -------------------- | ----------- | -------------- |  | ------------ |  | ----------------- |
| 1948 |                 | 22e           | 17e                  | 36e            |                 | 7e                   | 9e          | 38e            |  |              |  |                   |
| 1949 | 18e             |               | 27e                  |                | 6e              |                      | 4e          | 25e            |  |              |  |                   |
| 1950 | 9e              |               |                      | 40e            | 31e             | 15e                  |             | 9e             |  |              |  |                   |
| 1951 |                 |               |                      | 40e            | 31e             |                      | 14e         | 23e            |  |              |  |                   |
| 1952 | 37e             | 19e           |                      |                | 26e             |                      | 34e         | 31e            |  |              |  |                   |
| 1953 |                 | 29e           |                      | 52e            |                 | Zilver               | 16e         |                |  |              |  |                   |
| 1954 |                 |               |                      | 83e            | 10e             |                      | 17e         | 19e            |  |              |  |                   |
| 1955 |                 | 29e           |                      | 58e            |                 | 84e                  | 16e         | 27e            |  |              |  |                   |
| 1956 |                 | 16e           |                      | 25e            | 7e              |                      | 10e         | 23e            |  |              |  |                   |
| 1957 |                 | 17e           | 21e                  | 34e            |                 | 15e                  | 15e         | 7e             |  |              |  |                   |
| 1958 |                 | 6e            | 8e                   | 16e            |                 | 6e                   |             | Zilver         |  |              |  |                   |
| 1959 |                 |               |                      |                |                 |                      |             |                |  |              |  |                   |
| 1960 | 28e             |               |                      | ↑              |                 | 37e                  | Goud        | 40e            |  | ↑            |  | (SPP)             |
| 1961 |                 |               | 23e                  | 23e            |                 |                      | 34e         | Goud           |  | opgave       |  |                   |
| 1962 |                 | 72e           | 21e                  | 14e            |                 | 33e                  | Zilver      | 49e            |  |              |  |                   |
| 1963 |                 |               |                      |                | Zilver          |                      | 6e          | 14e            |  | 28e          |  | 20e (SPP)         |